# Aeroportul Regional Lea County
Aeroportul Regional Lea County (IATA: HOB, ICAO: KHOB, FAA LID: HOB) este un aeroport din New Mexico, Statele Unite ale Americii. Aeroportul a fost tranzitat în 2019 de 55.548 de pasageri.
Situat la o altitudine de 1.116 m, aeroportul dispune de 3 piste.

## Infrastructură

### Piste
Aeroportul dispune de 3 piste: 
- pista 03/21 din asfalt, cu dimensiunile 7.398 picioare × 150 picioare
- pista 12/30 din asfalt, cu dimensiunile 6.002 picioare × 150 picioare
- pista 17/35 din asfalt, cu dimensiunile 4.998 picioare × 100 picioare